# テラヘルツトモグラフィ
テラヘルツトモグラフィ（英語: Terahertz tomography）とはテラヘルツ波を利用して内部構造を可視化するトモグラフィである。

## 概要
テラヘルツ波の吸収、散乱、回折を利用して画像を構成する。断層撮影では逆散乱問題を解くことによって撮像領域の比誘電率と導電率の電磁気学的パラメータ分布を表示する。2005年に大阪大学のグループが撮像に成功した。近年、超短パルスレーザーや超高速光技術の発展により、テラヘルツ帯域の利用が飛躍的に進展しつつあり、各方面で応用開発が進められる。

## 用途
医療分野や手荷物検査、非破壊検査等での活用が期待される。